# Where No Life Dwells
Where No Life Dwells är debutalbumet med det svenska dödsmetallbandet Unleashed. Det släpptes 1991 av Century Media Records.

## Kritiskt mottagande
När han tillfrågades i maj 2008 om han tycker att Where No Life Dwells är ett klassiskt album, så svarade Unleasheds frontman Johnny Hedlund "ja".

## Låtlista
1. "Where No Life Dwells"   – 0:47
2. "Dead Forever"  – 3:00
3. "Before the Creation of Time"  – 3:49
4. "For They Shall Be Slain"  – 3:20
5. "If They Had Eyes"  – 3:52
6. "The Dark One"  – 3:39
7. "Into Glory Ride"  – 3:21
8. "...And the Laughter Has Died"  – 3:22
9. "Unleashed"  – 3:25
10. "Violent Exstacy"  – 3:13
11. "Where Life Ends"  – 4:59